# Бревурт (остров)
Бревурт (англ. Brevoort) — остров Канадского Арктического архипелага. Расположен у восточного побережья Баффиновой Земли, входящей в регион Кикиктани североканадской территории Нунавут.

## География
Площадь Бревурта составляет 271 км2 (105 кв. миль); длина достигает 46 км, ширина — от 5 до 7 км. Остров имеет холмистую поверхность и сложен преимущественно из гранитных пород.

## Использование
На острове располагается безрадарная станция Северной системы предупреждения (ранее — Линия «Дью»).